# Серра-ду-Кашимбу (биологический резерват)
Серра-ду-Кашимбу (порт. Reserva Biológica Nascentes da Serra do Cachimbo) — биологический резерват в Бразилии, в штате Пара. Располагается в регионе дождевых лесов Амазонии, переходной к саванне серрадо зоне. Испытывает сильное негативное воздействие со стороны человека ввиду близости трассы BR-163.

## Описание
Биологический резерват Серра-ду-Кашимбу располагается в штате Пара, в муниципалитетах Алтамира и Нову-Прогресу. Занимает площадь 3421 км² (342 192 га). С востока к нему примыкают индейские территории Менкрагноти и Панара.
Рельеф горный, с высотой над уровнем моря от 250 до 740 метров. В результате эрозии сформировались многочисленные хребты и овраги. На севере резервата присутствуют крутые обрывы, образующие речные пороги и водопады. В Серра-ду-Кашимбу берут начало реки Кристалину и Сан-Бенту, относящиеся в бассейну Тапажоса, а также Агуа-Фриа, Флеша, Нилана, Ипиранга, Шише, Куруаис, Куруа и Ирири, часть бассейна Шингу. Около 11 % площади резервата находится в пределах бассейна Тапажоса, и 89 % входит в бассейн Шингу.
Среднегодовая температура воздуха составляет 22°С, колеблясь от 18° до 35°С. Годовая сумма осадков — около 2000 мм. На севере биологического резервата господствует влажный тропический климат, с высокой температурой и осадками круглый год. На юге климат тропический, с чётко выраженным сухим сезоном.

## Биоразнообразие
Серра-ду-Кашимбу располагается в дождевых лесах Амазонии, экорегионах влажных лесов Тапажоса-Шингу и сухих тропических лесов Мату-Гросу, в переходной к саванне серрадо зоне. Растительность весьма разнообразная, характерная для открытых дождевых, сезонных, аллювиальных и предгорных лесов, чередующаяся с участками rupestre и buritizais. Обнаружен эндемичный вид орхидей Encyclia caximboensis.
В резервате обитает несколько редких видов млекопитающих, таких как ягуар (Panthera onca), оцелот (Leopardus pardalis), онцилла (Leopardus tigrinus), длиннохвостая кошка (Leopardus wiedii), бразильская выдра (Pteronura brasiliensis), гигантский муравьед (Myrmecophaga tridactyla), гигантский броненосец (Priodontes maximus) и белощёкая коата (Ateles marginatus), эндемик влажных лесов Тапажоса-Шингу.
Разнообразие рельефа и богатство флоры поддерживают большие популяции птиц и благоприятствуют эндемизму. Через Серра-ду-Кашимбу мигрирует белопоясный певчий пересмешник (Mimus triurus). Всего в заповеднике насчитывается 409 видов птиц, среди них находящиеся под угрозой гиацинтовый ара (Anodorhynchus hyacinthinus), хохлатый орёл-отшельник (Harpyhaliaetus coronatus), двухполосый арасари (Pteroglossus bitorquatus), красноспинный ара (Primolius maracana), Phaethornis aethopygus и Pyrilia aurantiocephala; другие виды птиц — Pipile cujubi, белошапочная пипра (Lepidothrix nattereri) и масковая танагра (Tangara nigrocincta).
В резервате обитает ряд вид земноводных, типичных для амазонских джунглей, таких как Rhinella margaritifera, Hyla wavrini и амазонский костноголов (Osteocephalus taurinus). Обнаружены Dendropsophus melanargyreus и Pseudopaludicola mystacalis, более распространённые в серрадо.
Среди пресмыкающихся распространены ящерицы Gonatodes eladioi, Bachia flavescens и Anolis punctatus, змеи коралловая сверташка (Anilius scytale), собакоголовый удав (Corallus caninus) и Bothriopsis taeniata.
| |  |  |  |  |
| Фауна резервата: 1 — ягуар, 2 — белощёкая коата, 3 — гиацинтовый ара, 4 — хохлатый орёл-отшельник, 5 — собакоголовый удав |  |  |  |  |

## Угрозы
Биологический резерват Серра-ду-Кашимбу создан 20 мая 2005 года и отнесён к категории МСОП Ia (строгий природный резерват). Управляющий орган — Институт по сохранению биоразнообразия имени Чико Мендеса. Цель создания заповедной зоны — сохранение уникального участка амазонских джунглей и разнообразной флоры и фауны без прямого вмешательства человека, за исключением мер по восстановлению и поддержке целостности экосистем. План управления утверждён 4 сентября 2009 года, консультативный совет создан 8 ноября 2011 года. Серра-ду-Кашимбу рассматривался как приоритетный объект среди первых проектов по крупномасштабной охране амазонского региона.
К моменту создания резервата в 2005 году он в течение около 15 лет поддерживал постоянные поселения земледельцев из штата Мату-Гросу, обосновавшихся на 94 участках. По состоянию на 2015 год в Серра-ду-Кашимбу проживало около 200 семей. Поселенцы вырубили и вывезли огромное количество красного дерева, создавая тем самым фрагментированный уязвимый ландшафт. К 2013 году обезлесены порядка 264 км² резервата, что делает его одним из наиболее разрушенных природоохранных объектов Бразильской Амазонии. Серра-ду-Кашимбу сильно страдает от незаконной охоты и рыбалки. Заброшенные горнодобывающие районы общей площадью 325 га негативно влияют на качество воды. На западной окраине заповедника сооружены две небольшие гидроэлектростанции. Все перечисленные угрозы усугубляются близостью трассы BR-163, проходящей из Сантарена в Куябу.
В августе 2015 года сенатор Флеша Рибейру предложил разделить резерват на национальный парк площадью 1600 км², открытый для посещения туристами, и природоохранную зону (порт. Área de proteção ambiental) площадью 1800 км², в пределах которой местные жители смогли бы на законных основаниях заниматься животноводством и выращиванием сельскохозяйственных культур. В апреле 2017 года был предложен законопроект о сокращении площади ряда амазонских заповедных территорий; Серра-ду-Кашимбу предлагалось уменьшить на 1800 км² и превратить его в Área de proteção ambiental. Обе инициативы не получили достаточной поддержки для вступления в силу.